# トヨタ・カリーナE
カリーナII（カリーナ ツー、CARINA II）、およびカリーナE（カリーナ イー、CARINA E）は、トヨタ自動車が日本で販売していたコロナ/カルディナ（T150／T170／T190系）をヨーロッパ等で販売する際に使用していた現地名。

## 概要
3世代に渡って販売されたが、最後の世代（T190系）は、2分割のフロントグリルを採用して、国内仕様と差別化していた。後に2代目カルディナと共通のボディ（ステーションワゴンのみならず、5ドア（ファストバック）セダンや4ドアセダンも存在した）を持った初代アベンシスに代替された。

## 第1世代

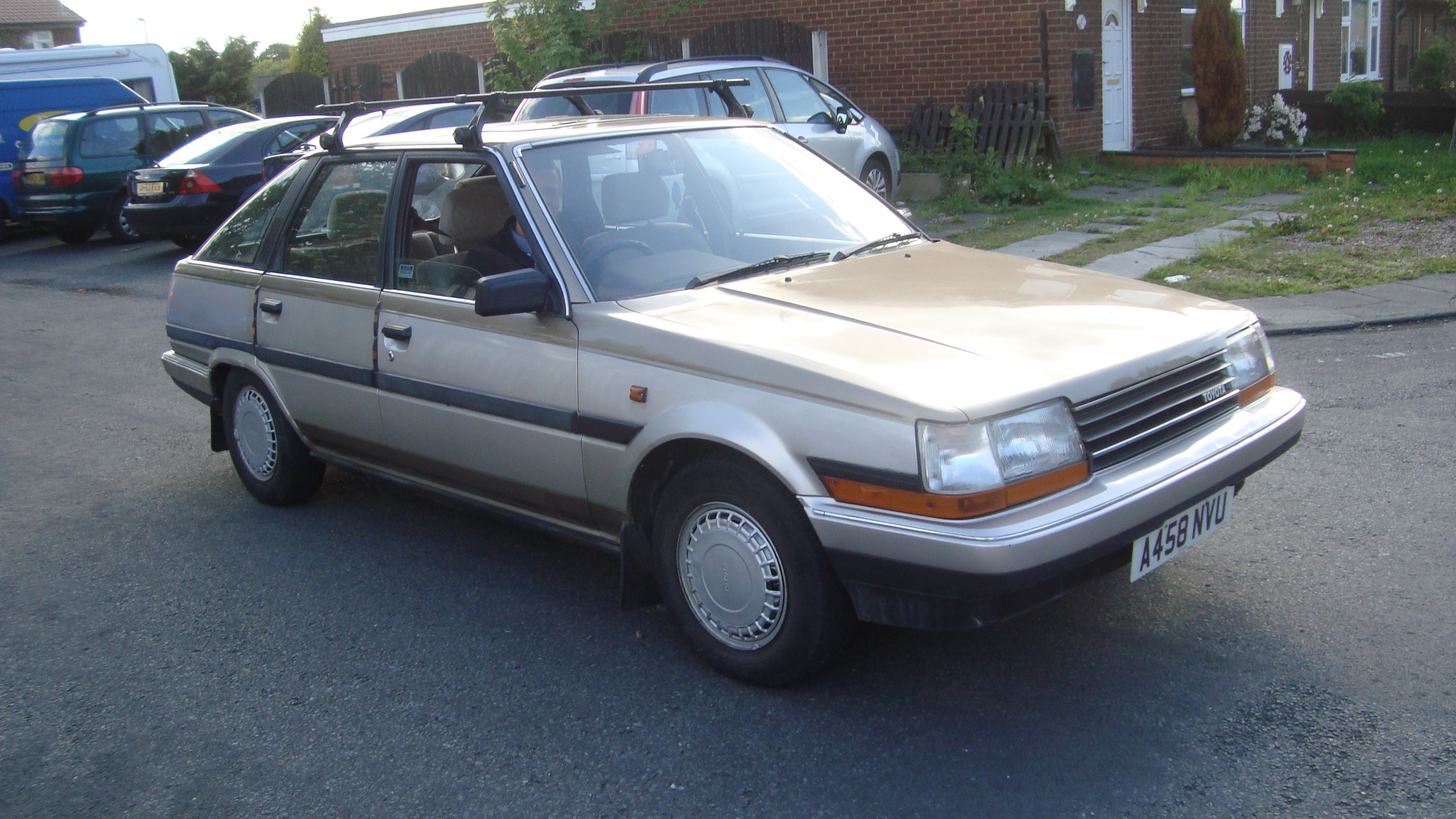
初代カリーナII
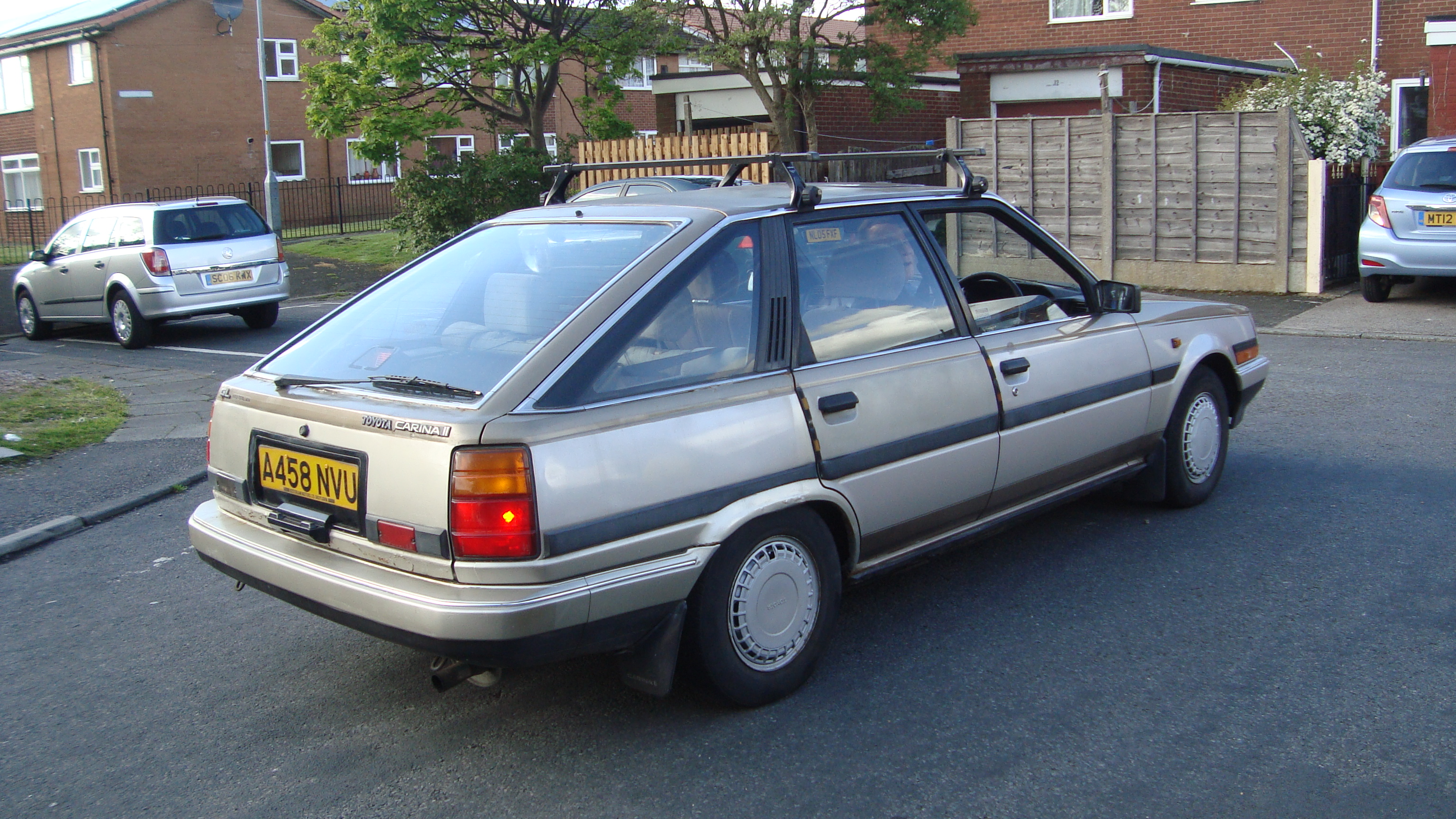
初代（カリーナII・リア）

## 第2世代

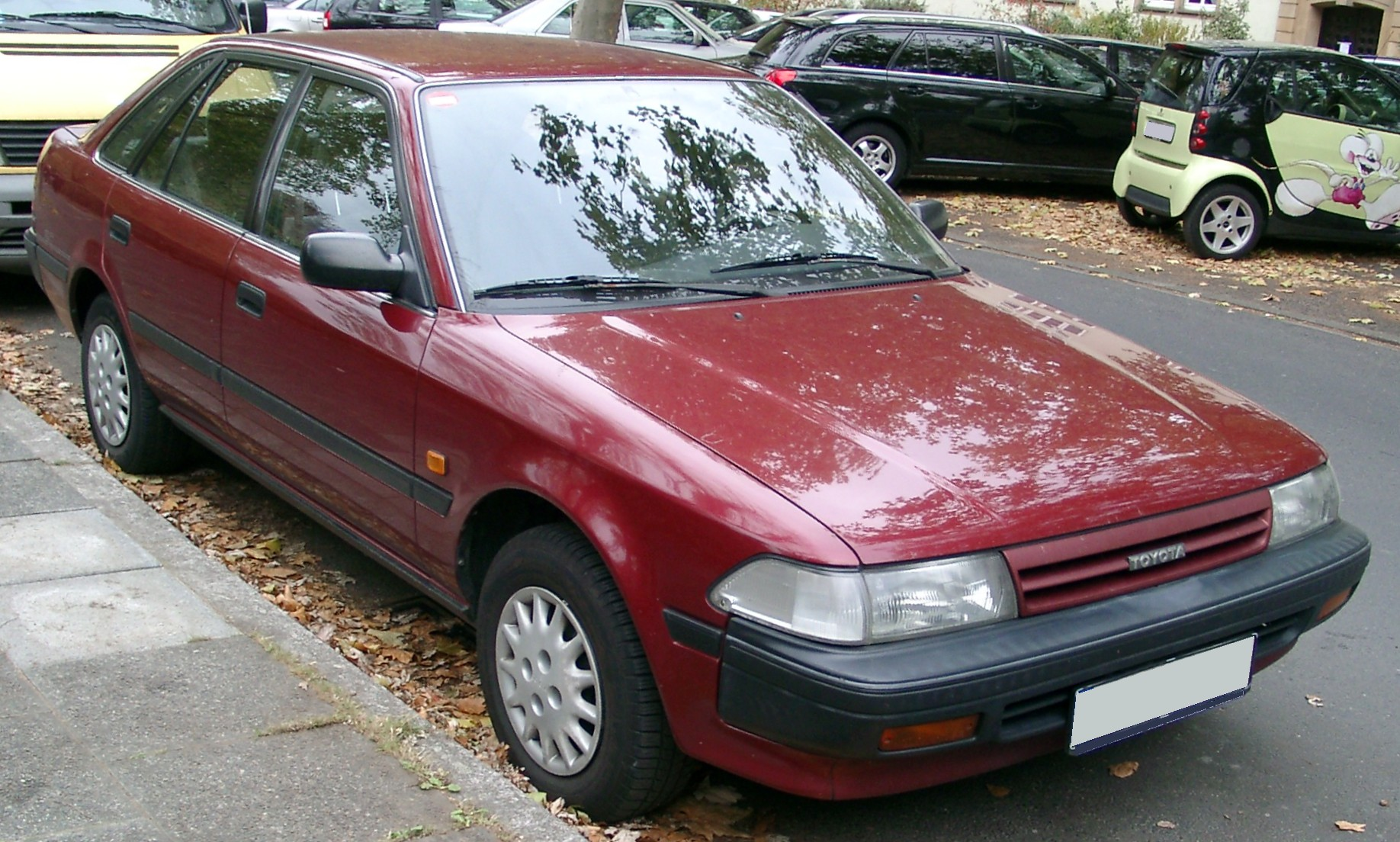
2代目カリーナII
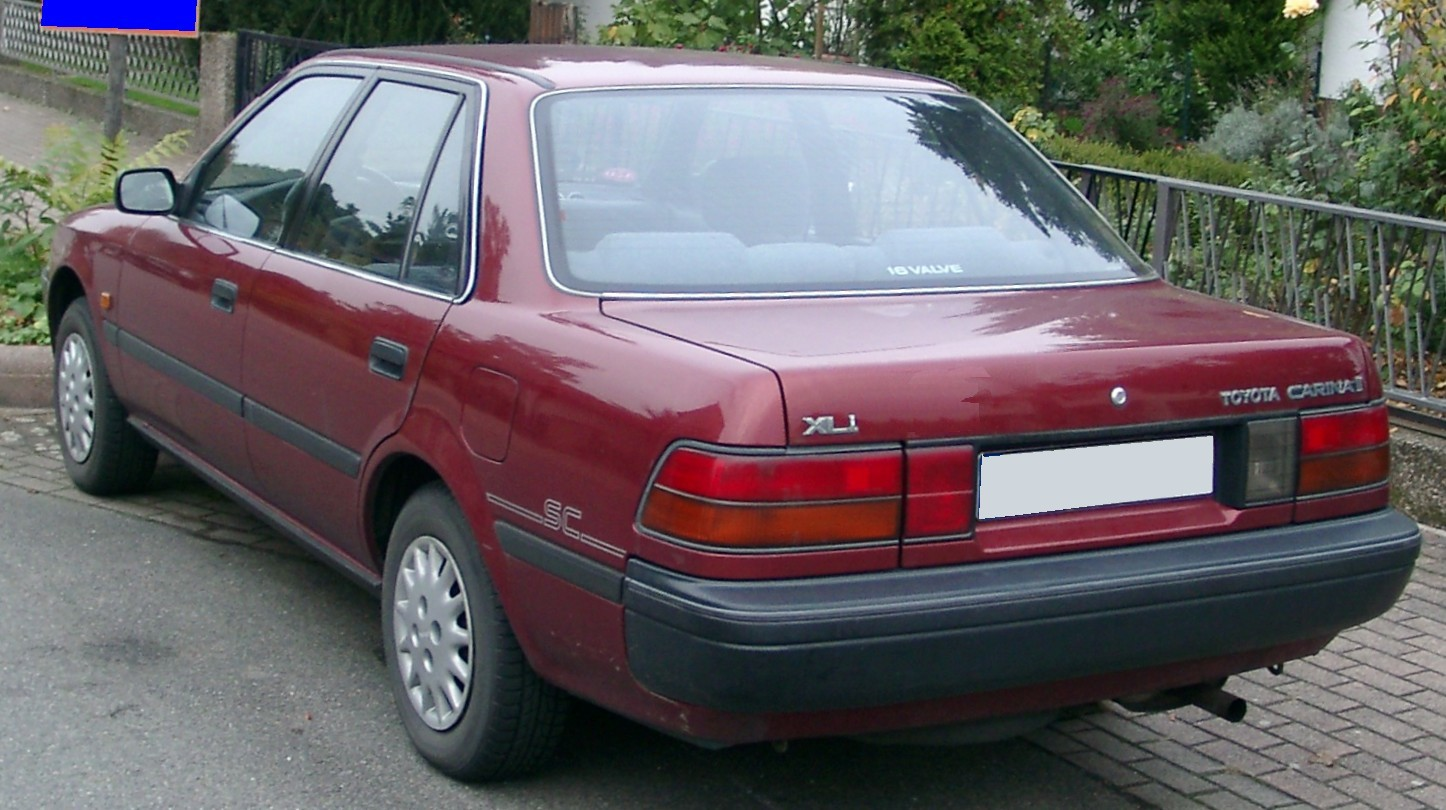
2代目（カリーナII・リア）

## 第3世代

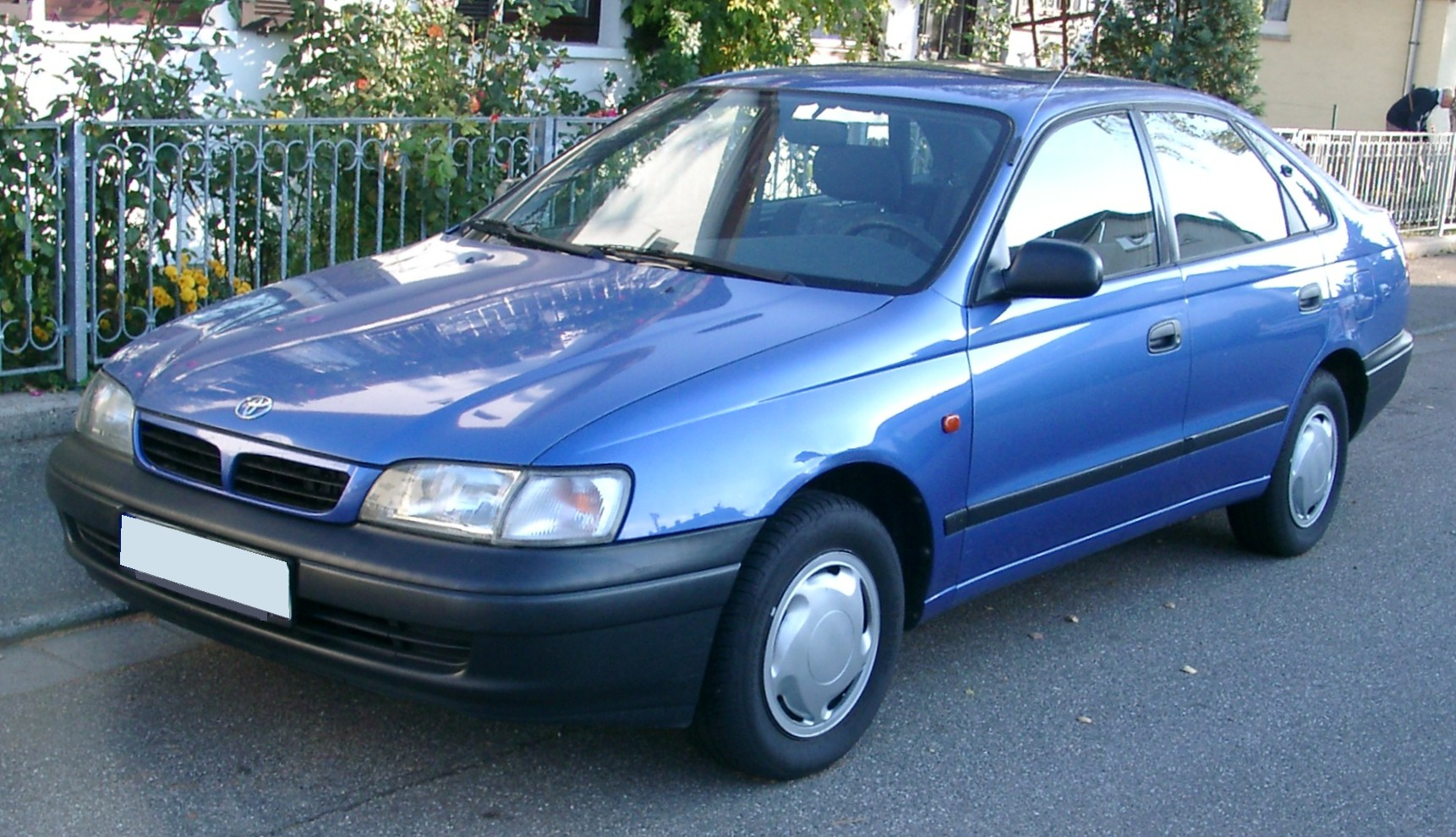
3代目（カリーナE・フロント）
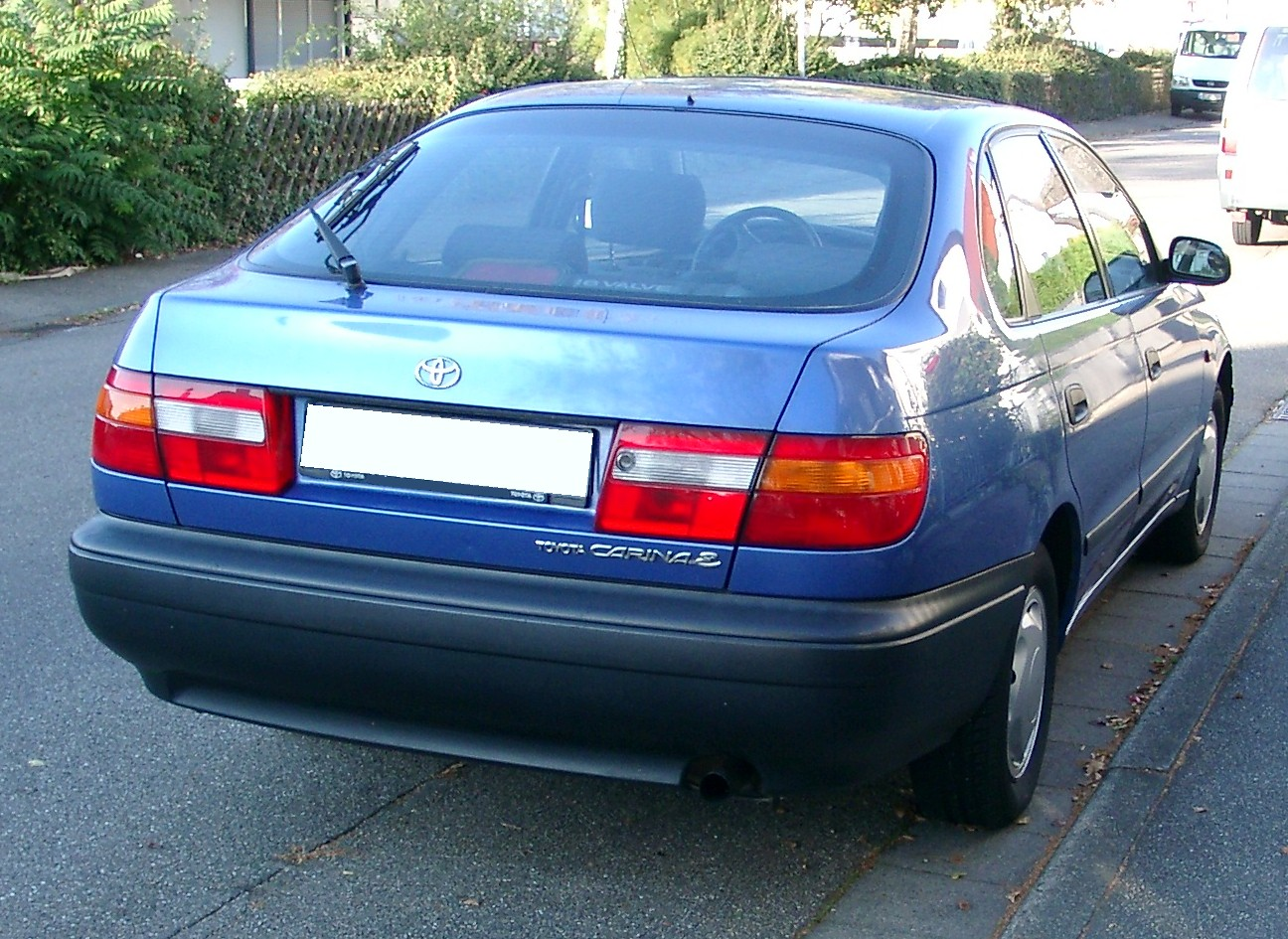
3代目（リア）